# Николас Блумберген
Николас Блумберген (на нидерландски: Nicolaas Bloembergen) е нидерландски физик, носител на Нобелова награда за физика за 1981 година.

## Биография
Роден е на 11 март 1920 година в Дордрехт, Нидерландия. През 1938 г. постъпва в Утрехтския университет, където започва следването си по физика. След войната, през 1945 г., отива в Харвард, където продължава образованието си. Няколко седмици преди пристигането му, Едуард Пърсел и екипът му откриват ядрено-магнитния резонанс (ЯМР). Работата на Блумберген е да построи първата ЯМР машина. През 1948 г. завършва докторската си дисертация, която защитава както в Харвард, така и в Лайденския университет. От 1951 г. е асоцииран професор в Харвард, а от 1958 е натурализиран гражданин на САЩ.
През 1981 г. Блумберген споделя заедно с Артър Шолоу и Кай Сигбан Нобеловата награда за физика. Наградата му е присъдена за развитието на лазерната спектроскопия, по-специално изследване на свойства на материята, ненаблюдаеми без лазери.